# لوران دبروس
لوران دبروس (انگلیسی: Laurent Debrosse؛ زادهٔ ۲ اکتبر ۱۹۶۹) بازیکن فوتبال اهل فرانسه است.
از باشگاه‌هایی که در آن بازی کرده‌است می‌توان به باشگاه فوتبال المپیک لیون اشاره کرد.